# 郝本茂
郝本茂，直隶霸州（河北霸州）人，清朝政治人物。举人出身。
郝本茂曾于1751年接替方玉麟任华亭县知县一职，1752年由张玮接任。